# Епархия Градец-Кралове
Епархия Градец-Кралове  (лат.  Dioecesis Riginae Gradecensis) — епархия Римско-Католической Церкви с центром в городе Градец-Кралове, Чехия. Епархия Градец-Кралове входит в митрополию Праги. Кафедральным собором  епархии Градец-Кралове является собор Святого Духа.

## История
10 ноября 1664 года Святой Престол учредил епархию Градец-Кралове, выделив её из архиепархии Праги.
В 1956 году после смерти ординария епархии Градец-Кралове епископа Моржица Пихи кафедра епархии была вакантна до 1989 года.

## Список епископов епархии
- Маттеус Фердинанд Собек фон Биленберг (10.11.1664 — 10.06.1668);
- Ян Бедржих фон Вальдштейн (16.06.1668 — 6.05.1675);
- Йоганн Франц Кристоф фон Тальмберг (15.01.1676 — 3.04.1698);
- Богумир Капун из Свойкова (23.09.1698 — 18.09.1701);
- Тобиас Йоганнес Беккер (24.11.1701 — 11.09.1710);
- Ян Адам Вратислав из Митровиц (12.11.1710 — 9.01.1721);
- Венцель Франц Карл Кошинский(9.01.1721 — 26.03.1731);
- Мориц Адольф Карл фон Захсен-Зейтц (8.10.1731 — 4.07.1733);
- Ян Йозеф Вратислав из Митровиц (6.07.1733 — 11.09.1753);
- Антонин Пётр Пржиховский (29.09.1753 — 26.10.1763);
- Германн Ганнибал фон Блюмеген (5.11.1763 — 17.10.1774);
- Йоганн Андреас Кайзер (14.05.1775 — 5.05.1776);
- Йозеф Адам Арко (15.07.1776 — 1.01.1780);
- Йоганн Леопольд фон Гау (29.07.1780 — 1.06.1794);
- Мария-Таддеус фон Трауттмансдорф-Винсберг (1 июля 1795 — 26 ноября 1811);
  - вакантно (1811—1815);
- Алоиз Йозеф Краковский фон Коловрат (15.03.1815 — 28.02.1831);
- Карел Боромейский Ганл из Кирхтреу (24.02.1832 — 1874);
- Йозеф Ян Гайс (5.07.1875 — 27.10.1892);
- Эдуард Ян Брынык (19.01.1893 — 20.11.1902);
- Йозеф Дубрава (22.06.1903 — 22.02.1921);
- Карел Кашпар (13.06.1921 — 22.10.1931);
- Моржиц Пиха (22.10.1931 — 12.11.1956);
  - вакантно (1956—1989);
- Карел Отценашек (21.12.1989 — 6.06.1998);
- Доминик Дука (6.06.1998 — 13.02.2010);
- Ян Вокал (3.03.2011 —).

## Источник
- Annuario Pontificio, Libreria Editrice Vaticana, Città del Vaticano, 2003, ISBN 88-209-7422-3
- Pius Bonifacius Gams, Series episcoporum Ecclesiae Catholicae, Leipzig 1931, стр. 282  (лат.)
- Konrad Eubel, Hierarchia Catholica Medii Aevi, vol. 4 Архивная копия от 4 октября 2018 на Wayback Machine, стр. 295; vol. 5, стр. 331-332; vol. 6, стр. 355-356  (лат.)
- Булла Super universas/ Bullarum diplomatum et privilegiorum sanctorum Romanorum pontificum Taurinensis editio, Vol. XVII, стр. 312-315  (лат.)